# Tanjung Aur (Jejawi)
Tanjung Aur is een bestuurslaag in het regentschap Ogan Komering Ilir van de provincie Zuid-Sumatra, Indonesië. Tanjung Aur telt 954 inwoners (volkstelling 2010).